# آنا غابرييل إي ساباتي
آنا غابرييل إي ساباتي (مواليد 1975) هو مدرسة اجتماعية إسبانية، وأستاذة مساعدة في القانون وسياسية من كتالونيا. كانت عضوًا في البرلمان الكتالوني بين عامي 2015 و2017 ممثلة حزب اليسار الراديكالي المستقل المؤيد لكتالونيا، ترشيح الوحدة الشعبية. منذ فبراير 2018 تعيش في المنفى في جنيف بسويسرا.

## النشأة
ولدت غابرييل عام 1975 في أسرة نقابية وتعدين في سالينت دي لوبريغات، وهي بلدة للطبقة العاملة تقع على بعد 70 كيلومترًا شمال برشلونة، وعملت كمعلمة في الشوارع قبل دراسة القانون وتلقي التدريس بدوام جزئي منصب في جامعة برشلونة المستقلة حيث درّست تاريخ القانون. انخرطت في الأنشطة السياسية في سن 16 عندما انضمت إلى برنامج مناهض للفاشية.
تخرجت في التربية الاجتماعية ثم في القانون وأكملت درجة الماجستير في حقوق العمل الاجتماعية من جامعة برشلونة المستقلة. عملت كمعلمة غير متفرغة في كلية الحقوق بالجامعة نفسها وعملت في تقديم الدعم المهني لقسم رعاية الأطفال في حكومة كاتالونيا.
بعد دراسة التربية الاجتماعية عملت في مجالس ومنظمات مختلفة للمدينة كمعلمة شوارع وشاركت في إنشاء هيئة تنسيق لجمعيات اللغات الكاتالونية. وهي عضو في الاتحاد العام للعمال. كانت منذ عام 2002 عضوًا في ترشيح الوحدة الشعبية، حيث تدافع عن النسوية باعتبارها إحدى الركائز الأساسية للمنظمة.

## الحياة السياسية

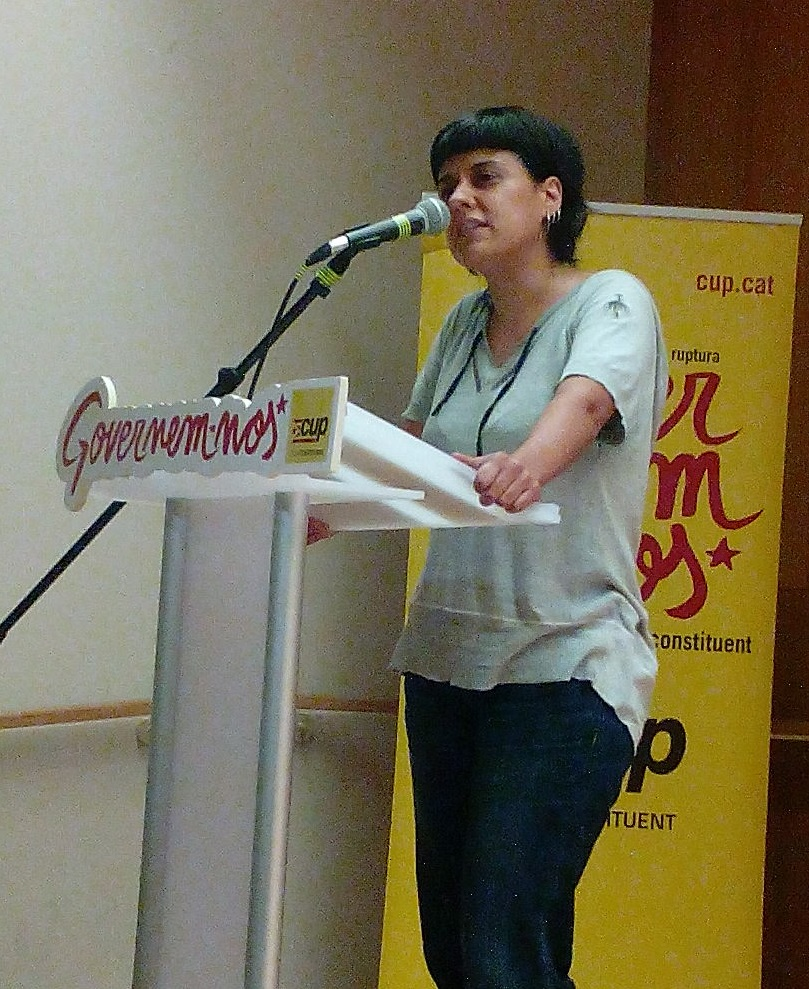
آنا غابرييل إي ساباتي في حدث تأسيس CUP-Crida في مركز فيوليتا الثقافي (غراسيا، برشلونة، كاتالونيا، البلدان الكاتالونية)

كانت المتحدثة باسم الحملة الكاتالونية المؤيدة للاستقلال الاستقلال لتغيير كل شيء ومستشارة مجلس مدينة سالنت بين عامي 2003 و2011. ترشحت كمرشحة في انتخابات البرلمان الأوروبي في 2004 في المرتبة الثالثة في تحالف الاتحاد. خلال الفترة 2012-2015 التشريعية في كتالونيا عملت كمنسق للمجموعة البرلمانية. في انتخابات برلمان كتالونيا لعام 2015 تم انتخابها نائبة عن برشلونة. من 2015 إلى 2017 كانت المتحدثة البرلمانية لحزب كوب.
بعد إجراء استفتاء الاستقلال الكتالوني في عام 2017 الذي دعت إليه لجنة كتالونيا العامة، وأعلنت عدم شرعيته من قبل المحكمة الدستورية الإسبانية، تم استدعاء غابرييل إلى المثول أمام المحكمة العليا الإسبانية للإدلاء بشهادتها حول مشاركتها في تلك الأحداث. في 20 فبراير 2018 وهي الآن منفية في سويسرا صرحت في مقابلة أنها لن تحضر جلسة المحكمة لأنها لم تتوقع محاكمة عادلة.
في 21 مارس 2018 قرر قاضي المحكمة العليا بابلو لارينا أخيرًا تقليص التهمة إلى العصيان (المادة 410 من قانون العقوبات الإسباني)، وهي جريمة لا تستوجب عقوبة السجن.
وفقًا لتحقيق أجرته شركة مختبر المدنيين، تم اختراق هاتفها باستخدام برنامج بيغوس.
في 2 نوفمبر 2021 تم انتخاب آنا غابرييل زعيمة للنقابة العمالية السويسرية يونيا جنيف. كانت أول امرأة يتم انتخابها لهذا المنصب.